# 韦尔旺
韦尔旺（法語：Vervant，法語發音：[vɛʁvɑ̃]）是法国滨海夏朗德省的一个市镇，位于该省东部，属于圣让当热利区。

## 地理
韦尔旺（45°58'25"N, 0°27'16"W）面积5.62 平方千米，位于法国新阿基坦大区滨海夏朗德省，该省份为法国西部滨海省份，北起旺代省，西临大西洋，南至吉倫特省，东南接多爾多涅省，东北接德塞夫勒省接壤，东临夏朗德省。
与韦尔旺接壤的市镇（或旧市镇、城区）包括：昂特藏-拉沙佩勒、库尔塞勒、莱塞格利斯-达让特伊、普尔赛-加尔诺。

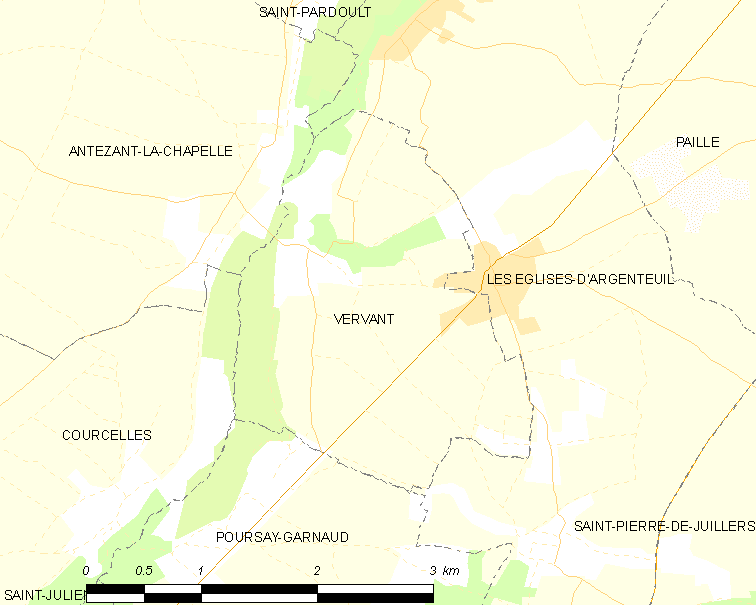
韦尔旺的OSM定位图

韦尔旺的时区为UTC+01:00、UTC+02:00（夏令时）。

## 行政
韦尔旺的邮政编码为17400，INSEE市镇编码为17467。

## 政治
韦尔旺所属的省级选区为马塔县。

## 人口

1962-2008年间韦尔旺人口变化图示

韦尔旺于2022年1月1日时的人口数量为244人。